# Aotus zonalis
Aotus zonalis is een zoogdier uit de familie van de nachtaapjes (Aotidae). De wetenschappelijke naam van de soort werd voor het eerst geldig gepubliceerd door Edward Alphonso Goldman in 1914.

## Kenmerken
Aotus zonalis heeft een lichaamslengte van 26 tot 47 cm, een staartlengte van 22 tot 43 cm en een gewicht van 0,5 tot 1,3 kg. 

## Voorkomen
Deze soort leeft in regenwouden tot 1.500 meter hoogte. Het verspreidingsgebied loopt langs de Caribische kust van westelijk Panama nabij de grens met Costa Rica tot het noordwesten van Colombia en aan de Pacifische kust van het westelijk deel van het Panamese schiereiland Azuero tot het zuidwesten van Colombia. Het voorkomen van deze nachtaap in gebieden langs de Caribische kust van Costa Rica geldt als onzeker. Aotus zonalis is nachtactief en leeft in de bomen in kleine familiegroepen. Fruit, nectar en insecten worden gegeten.